# پودگلاویتسا، دانیلوگراد
پودگلاویتسا (به لاتین: Podglavica) یک منطقهٔ مسکونی در مونته‌نگرو است که در شهرداری دانیلوگراد واقع شده‌است. پودگلاویتسا ۲۳۱ نفر جمعیت دارد.